# Олдс, Джеймс
Джеймс Олдс (англ. James Olds; 30 мая 1922 — 21 августа 1976) — один из основателей современной нейробиологии.
Проходя после диссертации практику в Макгиллском университете, совместно с Питером Милнером открыл центр удовольствия головного мозга. Получил множество наград и отличий за научную деятельность, от принятия в Национальную академию наук США (1967) до премии Newcomb Cleveland Американской ассоциации по научным достижениям.

## Жизнь в юности и образование
Уроженец Спрингфилда, штат Иллинойс. Отец Лиланд Олдс при правлении президента Франклина Д. Рузвельта стал председателем федеральной энергетической комиссии. Дедушка Джеймса был 9-м президентом Амхерст-Колледжа. Олдс вырос в Нью-Йорке. Он посещал несколько школ, включая Колледж Св. Джона в Анаполисе, и университет в Висконсине, но степень бакалавра получил в Амхерст колледже в 1947. Его послешкольное образование было прервано службой в армии во время Второй мировой войны. В послевоенные годы Олдс получил докторскую степень в Гарвардском университете на кафедре социальных отношений под руководством профессора Ричарда Соломона. Диссертация была посвящена теме мотивации, что впоследствии привело к изучению биологических причин её формирования.

## Научная деятельность
В середине прошлого века Олдс и Милнер занимались экспериментами по мозговой стимуляции. Они вживляли электроды в мозг белых крыс. У них была варварская техника и варварская методология, но, отыскав в мозгу у крыс центры наслаждения, они добились того, что животные часами нажимали на рычажок, замыкающий ток в электродах, производя до восьми тысяч самораздражений в час. Эти крысы не нуждались ни в чем реальном. Они знать ничего не хотели, кроме рычага. Они игнорировали пищу, воду, опасность, самку, их ничто в мире не интересовало, кроме рычага стимулятора. Позже опыты были поставлены на обезьянах и дали те же результаты.
…
Кингсли Эмис, узнав об опытах с крысами, написал: «Не могу утверждать, что это пугает меня сильнее, нежели берлинский или тайваньский кризис, но должно, по-моему, пугать сильнее».
Оригинальный текст (англ.) I cannot say that I feel more frightened by that than by any crisis in Berlin or around Formosa, but I think perhaps I should.
— Братья Стругацкие, Хищные вещи века

## Избранные публикации
- 1954 Olds, J., and P. Milner. Positive reinforcement produced by electrical stimulation of septal area and other regions of rat brain. J. Comp. Physiol. Psychol. 47:419-27.
- 1955 Olds, J. «Reward» from brain stimulation in the rat. Science 122:878.
- 1956 Olds, J. Runway and maze behavior controlled by basomedial forebrain stimulation in the rat. J. Comp. Physiol. Psychol. 49:507-12.
- 1956 Olds, J., K. F. Killiam, and P. Bach-Y-Rita. Self-stimulation of the brain used as a screening method for tranquilizing drugs. Science 124:265-66.
- 1956 Olds, J. Pleasure center in the brain. Sci. Am. 195: 105-16.
- 1958 Olds, J. Self-stimulation of the brain. Science 127:315-24.
- 1958 Olds, J., and M. E. Olds. Positive reinforcement produced by stimulating hypothalamus with iproniazid and other compounds. Science 127:1175-76.
- 1965 Operant conditioning of single unit responses. Proc. 23rd Congr. Physiological Sciences. Excerpta Med. Int. Congr. Ser. no. 87, , pp. 372-80.
- 1967 The limbic system and behavioural reinforcement. Prog. Brain Res. 27 144-64.
- The central nervous system and the reinforcement of behaviour. Am. Psychol. 24 (1969) 114-32.
- 1969 Olds, J., and Hirano, T.: Conditioned responses of hippocampal and other neurons. Electroencephalogr. clin. Neurophysiol. 26 159-66.
- 1969 Olds, J., and Best, P. J.: Single unit patterns during anticipatory behaviour. Electroencephalogr. clin. Neurophysiol. 26 144-58.
- 1972 Olds, J., Disterhoft, J. F., Segal, M., Kornblith, C. L., and Hirsh, R.: Learning centres of rat brain mapped by measuring latencies of conditioned unit responses. J. Neurophysiol. 35 202-19.
- Drives and reinforcements Raven Books ISBN 0-89004-087-7 (1977)